# Emma Carrasco
Emma Carrasco Cadens (Lérida, 31 de diciembre de 2005) es una deportista española que compite en Natación, especialista en los estilos braza y combinado.
Ganó dos medallas en el Campeonato Mundial Junior de Natación de 2022, oro en 200 m braza y bronce en 200 m estilos, y dos medallas en el Campeonato Europeo Junior de Natación de 2022, oro en 400 m estilos y bronce en 200 m estilos.
Participó en los Juegos Olímpicos de París 2024, ocupando el decimosegundo lugar en los 400 m estilos y el decimoquinto en los 200 m estilos.
Estudió Psicología en la Universidad Católica San Antonio de Murcia.